# المستجدة (الدوادمي)
المستجدة، هي قرية من فئة (ب) تقع في محافظة الدوادمي، والتابعة لمنطقة الرياض في السعودية. وتبعد المستجدة عن محافظة الدوادمي بمسافة تقارب () كم.